# Big Duck

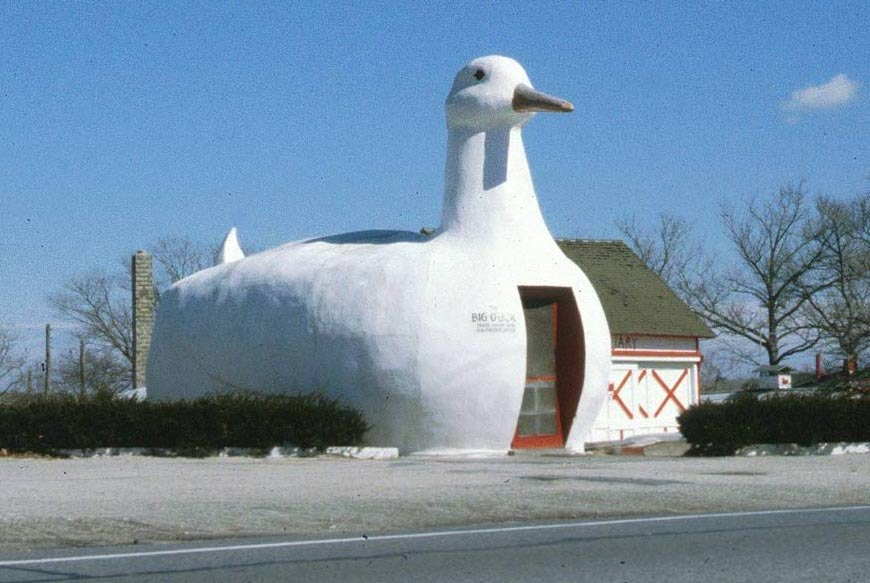
Le Big Duck, le grand canard, construit dans les années 1930

Le Big Duck (grand canard en français) est une construction constituée d'une armature recouverte de béton ayant la forme d'un canard, situé à Flanders dans l'État de New York sur Long Island, et qui servait de boutique pour vendre des canards et œufs de cane.

## Description
Le Big Duck est un des premiers exemples connus de publicité littérale. Le bâtiment mesure 5,5 mètres de large par 9 mètres de long et 6 de haut, tête du canard comprise. Ses yeux sont constitués de feux arrière récupérés sur une ford T. La surface intérieure ne fait que 3,4 mètres par 4,6. Le bâtiment, avec une ossature en bois recouverte de grillage et béton projeté, a la forme d'un canard de Pékin et servait de magasin pour vendre de la volaille au détail.

## La petite histoire
Martin Maurer, le propriétaire, a construit le Big Duck entre 1930 et 1931 à un premier emplacement sur la grande route, très fréquentée, de la ville de Riverhead à Long Island dans l'État de New York. En 1937, il déménagea le bâtiment à six kilomètres au sud-est de Flanders où il occupait un emplacement important près des granges et des mares de la nouvelle ferme à canard de Maurer. La zone entière, dont Flanders et Riverhead, fut le centre des fermes à canards industrielles bien connues de Long Island. Dès 1939, il n’y avait pas moins de quatre-vingt-dix fermes à canards dans le comté de Suffolk.
Le bâtiment à son emplacement originel, avec son allure originale, aida à marquer l'attention de beaucoup de clients jusqu'à sa fermeture en 1984. En 1988, le comté de Suffolk acquit le Big Duck et le déménagea sur la Route 24, au coin de Sears-Bellows Pond County Park entre Flanders et Hampton Bays sur la partie orientale de Long Island. Le bâtiment abrite une boutique de souvenirs tenue par les Friends for Long Island Heritage, « les Amis de l'Héritage de Long Island ». Le Big Duck a retrouvé son emplacement d'origine le 6 octobre 2007. Le comté de Suffolk reste le propriétaire, s'occupe de l'état interne du bâtiment et des salaires du personnel ; la ville de Southampton a la charge de l'extérieur. Les onze hectares de la ferme d'origine ont été achetés par la ville en 2006,.

## Legs
Les bâtiments comme celui-ci sont décrits comme des fabriques. Cependant, en architecture, le terme de canard est plus utilisé pour décrire les bâtiments qui ont une forme d'un objet usuel auquel ils sont en relation. Selon le Newsday, journal de Long Island, « le Big Duck a influencé le monde de l'architecture ; tout bâtiment prenant la forme de ce qu'il fabrique ou produit est appelé un canard » ». Dans The Visual Display of Quantitative Information, Edward Tufte utilise le terme de « duck », « canard », explicitement en référence avec ce bâtiment, pour décrire des éléments décoratifs superfétatoires sur des plans.
Le Big Duck fut la cible de critiques très répandues pendant les années 1960 et au début des années 1970, mais le bâtiment eut aussi ses défenseurs. Robert Venturi trouva le bâtiment remarquable puisqu'il mariait des aspects fonctionnels à une dimension symbolique. Ce fut d'ailleurs Venturi qui inventa le mot « canard » pour décrire un bâtiment dans lequel l'architecture est subordonnée à la forme symbolique d'ensemble. Le 13 septembre 2006, la station de radio WBLI (en) a élu le canard de Flanders première des sept merveilles de Long Island,, juste devant le motel de Commack.